# Konstantin Pietrowski
Konstantin Aleksandrowicz Pietrowski, ros. Константин Александрович Петровский (ur. w 1875 r. we wsi Krestinowo w powiecie kobryńskim, zm. ?) – rosyjski działacz narodowy w II Rzeczypospolitej, publicysta
W 1894 r. ukończył szkołę realną w Pińsku, a następnie instytut kolejniczy w Sankt Petersburgu. W okresie rosyjskiej wojny domowej przebywał w Kijowie. W 1921 r. powrócił do Pińska, gdzie został kierownikiem biura ds. parcelacji. W kolejnych latach założył firmę budowlaną. Jednocześnie zaangażował się w działalność rosyjskiego ruchu narodowego. Współorganizował miejscowy oddział Bractwa Rosyjskiej Prawdy. W 1928 r. przed wyborami parlamentarnymi brał czynny udział w agitacji za rosyjskim komitetem wyborczym. W 1930 r. uczestniczył w wyborach do rady miejskiej. Finansował pisma rosyjskie „Pod niebom Polesja. Organ russkoj mysli na Polesje” i „Pinskij gołos”. Pisał też do nich artykuły polityczno-społeczne. Od 1934 r. stał na czele miejscowego oddziału Rosyjskiego Komitetu Dobroczynnego. Pod koniec grudnia 1940 r. został aresztowany przez NKWD. Po procesie skazano go na karę 5 lat łagrów. Dalsze jego losy są nieznane.